# شون دوغلاس
شون دوغلاس (بالإنجليزية: Sean Douglas)‏ (8 مايو 1972 أوكلاند نيوزيلندا - ) هو لاعب كرة قدم نيوزلندي يلعب كمدافع.

## روابط خارجية
- شون دوغلاس على موقع الاتحاد الدولي (مؤرشف)  (الإنجليزية)
- شون دوغلاس على موقع قاعدة بيانات كرة القدم.إي يو (الإنجليزية)
- شون دوغلاس على موقع ناشيونال فوتبول تيمز (الإنجليزية)
- شون دوغلاس على موقع عالم كرة القدم.نت (الإنجليزية)